# Pristomerus celebensis
Pristomerus celebensis är en stekelart som beskrevs av Szepligeti 1906. Pristomerus celebensis ingår i släktet Pristomerus och familjen brokparasitsteklar. Inga underarter finns listade i Catalogue of Life.